# CStar Hits France
 (mai 2025).
Si vous disposez d'ouvrages ou d'articles de référence ou si vous connaissez des sites web de qualité traitant du thème abordé ici, merci de compléter l'article en donnant les références utiles à sa vérifiabilité et en les liant à la section « Notes et références ».
CStar Hits France est une chaîne de télévision thématique payante française privée à dominante musicale du groupe Canal+, faisant partie du groupe Vivendi, lui-même contrôlé par le groupe Bolloré. La chaîne est lancée le 27 février 2018 dans l'abonnement Canal sur le satellite et la télévision par xDSL/fibre.

## Programmation
CStar Hits France est consacrée uniquement à la musique française des années 1980 à nos jours. Elle propose tous les genres musicaux en langue française avec notamment la pop, le rap, le rock et le hip-hop mais aussi l'urbain, l'électro, l'indépendant, la variété et de patrimoine,.
La chaîne propose des plages horaires consacrées à plusieurs catégories :
- Hit 80 : playlist. Une sélection de clips des années 1980.
- Hit 90 : playlist. Une sélection de clips des années 1990.
- Hit 2000 : playlist. Une sélection de clips des années 2000.
- Hit Clip : playlist normal.
- Hit Urbain : classement. Les 15 clips français urbains du moment.
- Hit France : classement. Les 15 clips français du moment.
- Hit Hip-hop Vintage : playlist. Une sélection de clips français urbains des années 1990 et 2000.

La chaîne peut aussi diffuser des documentaires dédiés aux artistes français ainsi que des concerts.

## Diffusion
À son lancement en 2018, CStar Hits France est disponible en exclusivité dans les offres Canal, canal 182. Disponible depuis le 6 mars 2018 sur le canal 259 de la Freebox TV > Option Panorama by CANAL.
Depuis le 23 avril 2024, CStar Hits France n'est plus disponible dans Les offres Canal+ par satellite. 